# Diamando Manolaku
Diamando Manolaku, gr. Διαμάντω Μανωλάκου (ur. 1 marca 1959 w Pireusie) – grecka polityk, działaczka komunistyczna, posłanka do Parlamentu Europejskiego, parlamentarzystka krajowa.

## Życiorys
W 1983 ukończyła studia rolnicze na Uniwersytecie Ateńskim. Od 1984 do 2004 była urzędniczką w greckim Ministerstwie Rolnictwa. W 1992 weszła w skład komitetu centralnego Komunistycznej Partii Grecji.
Na skutek wyborów w 2004 zasiadła w Europarlamencie VI kadencji. Przystąpiła do grupy Zjednoczonej Lewicy Europejskiej i Nordyckiej Zielonej Lewicy, a także do Komisji Rolnictwa i Rozwoju Wsi. Z PE odeszła w 2008, obejmując mandat deputowanej do Parlamentu Hellenów, który utrzymywała także w wyborach w 2009, maju 2012, czerwcu 2012, styczniu 2015, wrześniu 2015, 2019, maju 2023 i czerwcu 2023.